# Karl Adolf Menzel
Karl Adolf Menzel (Grünberg, 1784. december 7. – Breslau, 1855. augusztus 19.) német történetíró.

## Élete
1802-ben a hallei egyetemen tanult, majd 1804-ben visszatért Sziléziába, majd levizsgázott teológiából. 1807 nyarán Liegnitzbe költözött, ahol egy magániskola vezetését vette át. 1809-ben a boroszlói Elisabethanum tanára, majd 1814-ben prorektora lett és azután mint a Rhediger-féle könyvtár igazgatója és iskolai tanácsos működött. 1855-ben nyugalomba vonult.

## Nevezetesebb művei

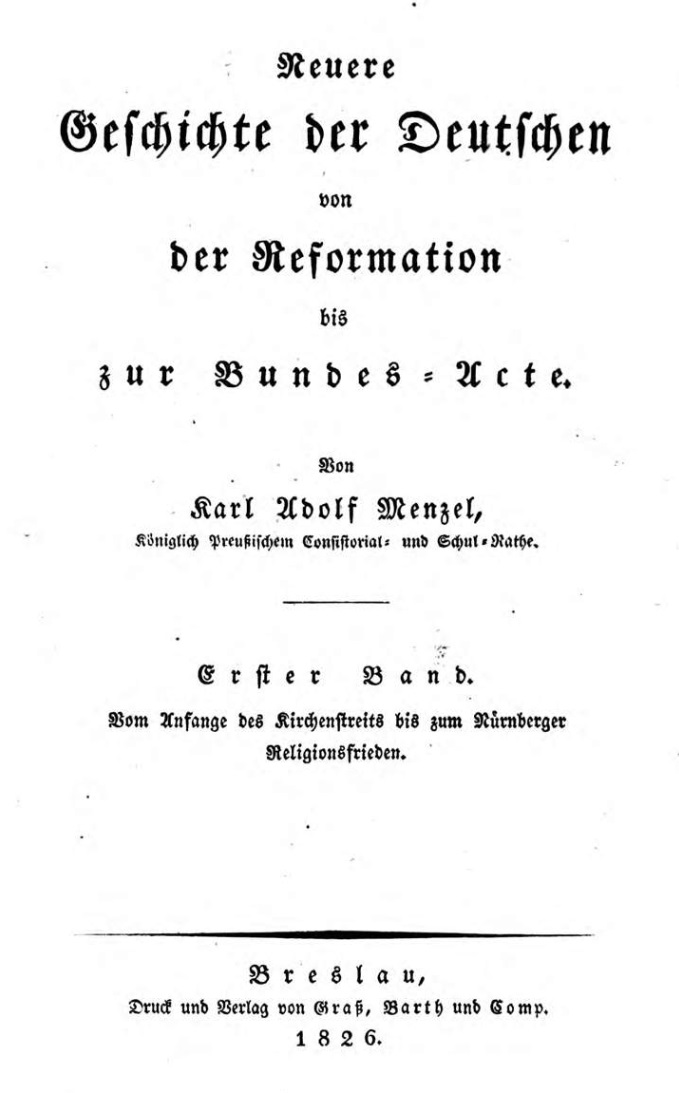
Neuere Geschichte der Deutschen

- Geschichte d. Deutschen (Boroszló 1811-23, 8 kötet)
- Neuere Geschichte der Deutschen von der Reformation bis zur Bundesakte (uo. 1826-48, 12 kötet, 2. kiad. 1854-56)
- Topographische Chronik von Breslau (uo. 1805-1807, 2 kötet)
- Geschichte schlesiens (uo. 1807-1810, 3 kötet)
- Geschichte Friedrichs II. (Berlin, 1824-25, 2 kötet)
- Zwanzig Jahre preussischer Geschichte 1786-1806 (uo. 1849)
- Religion und Staatsidee in der vorchristlichen Zeit (Lipcse, 1872, ezt a művet Wuttke adta ki hagyatékából)